# 310 (locomotive)

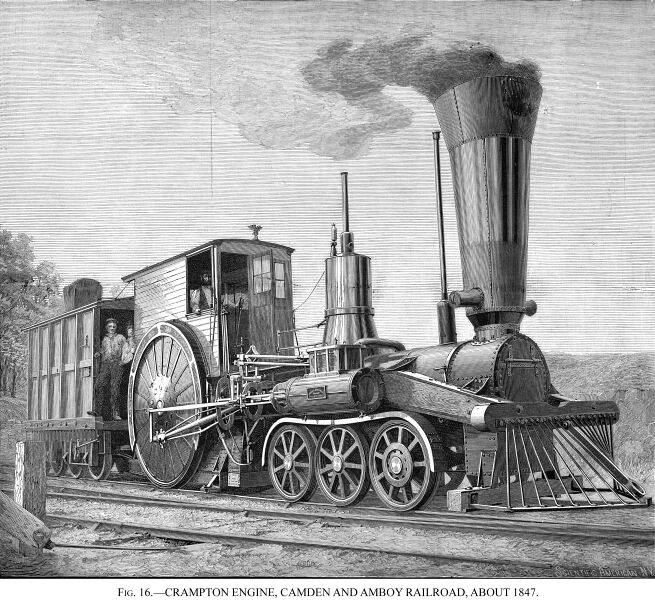
Dessin d'une locomotive Crampton Camden & Amboy 310, vers 1847.

310 en Europe est un type de locomotive à vapeur de type Crampton dont les essieux ont la configuration suivante (de l'avant vers l'arrière) :
- 3 essieux porteurs ;
- 1 essieu moteur.

## Codifications
Ce qui s'écrit :
- 6-2-0 en codification Whyte ;
- 3A en codification allemande et italienne ;
- 14 en codification turque ;
- 1/4 en codification suisse.

## Utilisation
Cette configuration n'a été utilisée qu'en Angleterre et aux États-Unis.